# Ruesha Littlejohn
Ruesha Littlejohn (Glasgow, Escocia; 3 de julio de 1990) es una futbolista irlandesa-escocesa que actualmente juega como mediocampista para el London City Lionesses de la FA Women's Championship. A pesar de haber jugado en las categorías inferiores de la Selección de Escocia, Littlejohn prefirió jugar con la Selección absoluta de Irlanda.

## Clubes

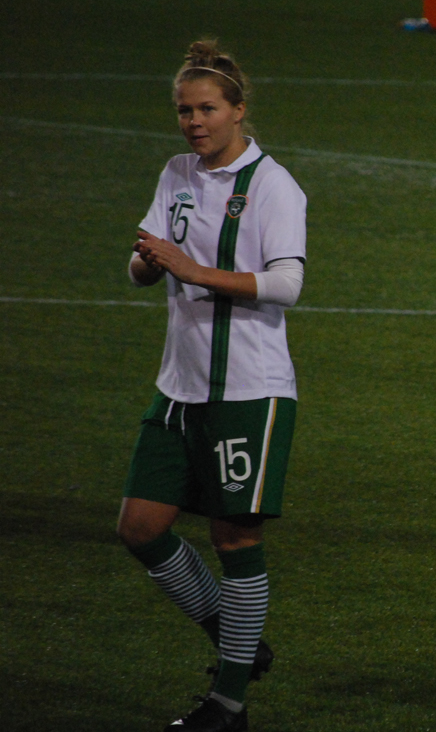
Ruesha Littlejohn

Littlejohn jugó en el Clydebank Girls y Baillieston Girls antes de unirse al Arsenal North en 2006. En enero de 2007, fue fichada por el Glasgow City, con quien ganó cuatro títulos con el club. 
En 2010, se unió al Arsenal inglés y debutó en la victoria por 2-1 ante el Chelsea. Poco después, Tony Gervaise, quien había sido el entrenador de la jugadora en las categorías inferiores de la selección de Escocia, dejó el puesto de entrenador del club, por lo que Littlejohn fue cedida al Rangers W.F.C. escocés. Menos de un año después de haberse ido a Inglaterra, volvió al Glasgow City. En el último partido de la temporada, marcó 7 goles, asegurando el título de liga.
En 2011, Littlejohn fue fichada por el Liverpool de la recién formada FA WSL. Debutó con el club en un amistoso contra el Hibernian Ladies. En su debut en la Women's FA Cup, marcó un hat-trick. Durante el descanso de mitad de temporada, la escocesa y su compañera Suzanne Lappin fueron cedidas al Celtic escocés. En 2012, volvió de nuevo al Glasgow City.
En 2014, Littlejohn se unió al IL Sandviken de la 1. divisjon noruega. Acabó la temporada como máxima goleadora con 19 goles en 22 partidos, ayudando al club a ascender a la Toppserien.
En 2015, Littlejohn se declaró agente libre. Tras un año en el Celtic en 2015, volvió por cuarta vez al Glasgow City en enero de 2016. A mitad de temporada, se unió de nuevo al Celtic.
En julio de 2018, fue fichada por el London Bees.
Littlejohn se unió al West Ham United en 2019 sin contrato. El 25 de enero de 2020 firmó un contrato por el resto de la temporada.

## Selección nacional

### Escocia
Tras haber formado parte de las categorías sub-15 y sub-17, Littlejohn participó con la Selección de Escocia Sub-19 en el Campeonato Europeo Sub-19 de 2008. En sus 15 partidos marcó 12 goles.
La seleccionadora de la selección absoluta Anna Signeul excluyó a Littlejohn del equipo debido a diferencias personales. "La seleccionadora no era admiradora mía. Creo que pensaba que yo era demasiado, que tenía un poco de personalidad, y a ella no le gustaba. Desde aquella nunca he vuelto a jugar para el equipo."

### Irlanda
Después de tres años sin jugar internacionalmente, la situación de Littlejohn llamó la atención a sus compañeras del Arsenal. Emma Byrne, Niamh Fahey y Yvonne Tracy alertaron a la Asociación de Fútbol de Irlanda de que la jugadora escocesa podría jugar con la Selección de Irlanda por ser descendiente directa de irlandeses.
En febrero de 2012, fue convocada por primera vez para la Copa de Algarve de 2012. Debutó internacionalmente el 7 de marzo de 2012 en un partido contra Hungría. Marcó su primer gol en un partido contra Irlanda del Norte en la Copa de Chipre en 2013.

## Palmarés

### Club

#### Glasgow City
- Copa de Escocia: 2009, 2012, 2013
- SWPL Cup: 2009, 2013

#### IL Sandviken
- 1. divisjon: 2014

### Individual
- Máxima goleadora del Glasgow City: 2009
- Máxima goleadora del IL Sandviken: 2014

## Vida privada
De ascendencia irlandesa, Littlejohn creció en Old Drumchapel, Glasgow. Su hermana gemela Shebahn es corresponsal en Clyde 1, una radio escocesa independiente.
En junio de 2019, reveló que mantenía una relación desde hacía tres años con su compañera de selección y capitana de Irlanda Katie McCabe.